# Ordem Executiva 13769

Mapa dos países afetados pela ordem executiva.

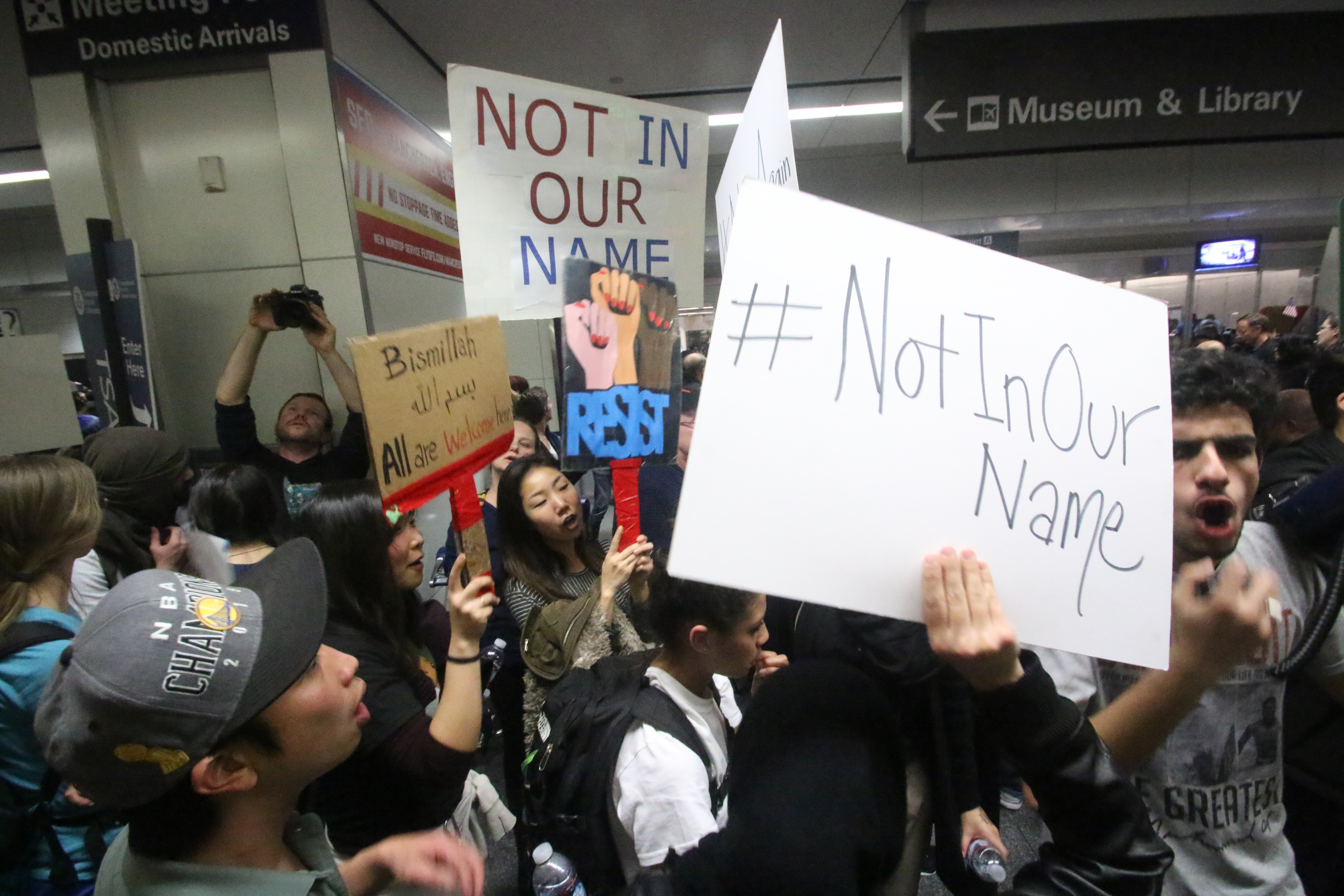
Um protesto em São Francisco contra a ordem executiva de Trump.

A Ordem Executiva 13769, intitulada Proteger a Nação da Entrada de Terroristas Estrangeiros nos Estados Unidos (em inglês: Protecting the Nation from Foreign Terrorist Entry into the United States), foi uma ordem executiva assinada pelo presidente dos Estados Unidos Donald Trump em 27 de janeiro de 2017. A ordem restringiu fortemente tanto a viagem quanto a imigração de pessoas de sete países localizados no Oriente Médio e norte da África cujas populações são predominantemente muçulmanas. A ordem suspendeu o Programa de Admissões de Refugiados aos Estados Unidos (USRAP, na sigla em inglês) durante 120 dias, bem como a entrada de pessoas da Líbia, Irã, Iraque, Somália, Sudão, Síria e Iêmen, independentemente do visto ou do estatuto de residência permanente, por 90 dias, com possíveis exceções caso a caso. Em 28 de janeiro de 2017, estima-se que entre 100 e 200 viajantes foram detidos em aeroportos dos Estados Unidos devido a essa ordem, e centenas foram impedidos de embarcar a voos direcionados aos Estados Unidos.
A ordem causou crítica internacional; protestos em aeroportos dos Estados Unidos, como no Aeroporto Internacional John F. Kennedy em Nova Iorque; e ações judiciais da União Americana de Liberdades Civis (ACLU) e de advogados voluntários de imigração.
Um tribunal federal em Nova Iorque suspendeu temporariamente partes da ordem em 28 de janeiro de 2017, mas o tribunal não permitiu que as pessoas afetadas entrem no país, nem se pronunciou sobre a constitucionalidade da própria ordem. Em 29 de janeiro de 2017, outro tribunal federal em Boston temporariamente impediu a detenção de pessoas afetadas "que, exceto pela Ordem Executiva, seriam legalmente autorizados a entrar nos Estados Unidos". Esta ordem judicial restaura a capacidade legal para imigrantes barrados das sete nações a entrarem nos Estados Unidos.
Em 20 de janeiro de 2021, o Presidente Joe Biden revogou a Ordem Executiva 13780 e suas proclamações associadas através da sua própria proclamação presidencial (a 10141).

## Contexto
Com amplo apoio, o Ato do Programa de Melhoria a Isenção de Visto e Prevenção de Viagem de Terroristas de 2015, foi sancionado em lei pelo presidente Obama como o Ato Consolidado das Dotações de 2016. A ordem inclui Iraque, Irã, Sudão, Síria, Líbia, Somália e Iêmen como países que exigem extra escrutínio para a viagem.
Donald Trump tornou-se o presidente dos Estados Unidos em 20 de janeiro de 2017. Ele tem há muito defendido que um grande número de terroristas estão usando o programa de reassentamento de refugiados dos EUA para entrar no país. Durante sua campanha eleitoral, Trump propôs "um total e completo encerramento" da entrada de Muçulmanos aos Estados Unidos. Esta proposta foi recebida com oposição dos políticos dos EUA. O então vice-presidente Mike Pence, que não havia sido selecionado como companheiro de chapa de Trump, estava entre aqueles que se opunham a proposta, chamando-a de "ofensiva e inconstitucional". Depois, especialmente, após a Massacre de Orlando em 2016, Trump e seu procurador-geral indicado Jeff Sessions deslocaram o foco para países específicos, em vez de nomear explicitamente a religião como causa. no entanto, ambos as Sessions e Trump continuaram a enfatizar a importância da religião no argumento contra a imigração para os Estados Unidos por pessoas de alguns países. Em audiência no Senado sobre a possibilidade de confirmar Sessions, o senador Hirono perguntou a Sessions sobre seus pontos de vista sobre a imigração. Sessions respondeu: "uma abordagem preferível [para o controle de imigrantes] seria baseado em áreas onde temos um incomum elevado risco de vinda de terroristas". Trump disse a Christian Broadcasting Network (CBN) que será dada prioridade a cristãos refugiados, em termos do estatuto de refugiado nos Estados Unidos, depois de afirmar que cristãos sírios foram tratados terrivelmente pelo seu antecessor, Barack Obama.
Assessores do Presidente Trump disseram que a ordem tinha sido emitida em consulta com os funcionários do Departamento de Segurança Interna e o Departamento de Estado. No entanto, de acordo com o New York Times, vários funcionários do Departamento de Estado e outras agências negaram a veracidade da afirmação.

## Disposições
A ordem suspende o Programa de Admissões de Refugiados aos Estados Unidos (USRAP) por 120 dias. Ela bloqueia a entrada de pessoas de países abrangidos em 8 U. S. C. § 1187(a)(12), Líbia, Sudão, Somália, Síria, Irã, Iraque e Iêmen, independentemente do status do visto, por 90 dias. A suspensão de refugiados sírios é por um período indefinido de tempo. A ordem determina a priorização das aplicações para refugiados baseadas em perseguições religiosas apenas no caso em que a religião de um indivíduo é uma religião minoritária no país, após a retomada do USRAP. A ordem também apela para a conclusão e implementação de um sistema de rastreamento biométrico de entrada e saída para todos os viajantes que vêm para os Estados Unidos.
A ordem invoca os ataques de 11 de setembro, apesar de todos os 19 sequestradores que perpetraram o ataque se originarem a partir de países que não estão na lista de proibição: Arábia Saudita, Emirados Árabes Unidos, Egito e Líbano. Os terroristas da Maratona de Boston nasceram no Quirguistão, os de San Bernardino em 2015, no Paquistão e nos Estados Unidos, e o atirador de Orlando nos Estados Unidos, com raízes no Afeganistão, nenhum dos que estão na lista.
A seção 3 da ordem instrui o Secretário de Segurança Interna, em consulta com o Secretário de Estado e o Diretor de Inteligência Nacional, para realizarem uma revisão para determinar as informações necessárias a partir de cada país de residência para julgar qualquer visto, admissão, ou outro benefício no âmbito da lei de imigração. O Secretário de Segurança Interna, deve fornecer uma lista de países que não fornecem informações adequadas, dentro de 30 dias a contar da data da ordem.
A ordem também disse que os Secretários de Estado e Segurança nacional podem, caso a caso, e no interesse nacional, determinar a emissão de vistos ou outros benefícios de imigração para os nacionais de países para os quais o visto e os benefícios são de outro modo bloqueados.

## Impacto
Logo após a promulgação da portaria às 14h42 de 27 de janeiro (horário local), funcionários da fronteira de todo o país começaram a aplicar as novas regras. O New York Times relatou pessoas com diferentes origens e status serem negados a entrada, incluindo os refugiados de países afetados, bem como estudantes e portadores de green card voltando para os Estados Unidos depois de viagens internacionais.
Pessoas dos países mencionados na ordem foram afastadas de voos para os EUA, apesar de terem vistos válidos. Isto incluiu cinco iraquianos e um cidadão iemenita, que foram impedidos de embarcar em um voo para Nova York a partir do Cairo, bem como sete pessoas que foram impedidas de embarcar em um voo da KLM para os EUA. Alguns ficaram presos em um país estrangeiro, enquanto em trânsito. Várias pessoas, já em aviões voando para os EUA no momento em que a ordem foi assinada, foram detidas no momento da chegada. Em 28 de janeiro, a ACLU estima que entre 100 e 200 pessoas foram detidas em aeroportos dos Estados Unidos, e centenas foram impedidas de embarcar em voos para o país. Foi relatado que cerca de 60 residentes permanentes legais foram detidos no Aeroporto Internacional Dulles, perto de Washington, D.C. O governo, ao ser perguntado pelo juiz, em Darweesh v. Trump, não poderia fornecer o número de pessoas impactadas.
O Google tem chamado seus empregados que viajam de volta para os Estados Unidos, caso a ordem os impeça de retornarem. Cerca de 100 funcionários da companhia são de países que a ordem baniu a entrada. O CEO do Google, Sundar Pichai, escreveu em uma carta para a sua equipe que "é doloroso ver o custo pessoal dessa ordem executiva com os nossos colegas. Nós sempre tornamos nosso ponto de vista sobre questões de imigração conhecidos publicamente e vamos continuar a fazê-lo".
De acordo com Trita Parsi, presidente do Conselho Nacional Iraniano-Americano, a ordem angustiou cidadãos dos países afetados, incluindo aqueles que possuem green cards e vistos válidos. Aqueles fora dos EUA, temem que não serão admitidos, enquanto aqueles que já estão no país temem que não serão capazes de deixar o país, ainda que temporariamente, porque eles não seriam capazes de voltar.

## Reações

### Político e diplomático
Trump enfrentou críticas por esta ordem executiva. O líder da minoria no senado Chuck Schumer disse: "as lágrimas estão escorrendo pelo rosto da Estátua da Liberdade hoje enquanto a grande tradição da América, a acolhida a imigrantes, que tem existido desde que a América foi fundada, foi pisoteada." O senador Bernie Sanders disse que a ordem auxilia "fanáticos que desejam prejudicar a América." A senadora pela Califórnia Kamala Harris e o Conselho sobre as Relações Estadunidense-Islâmicas denunciou a ordem e a chamou de um "banimento muçulmano." Ele também enfrentou críticas de Malala Yousafzai, Madeleine Albright e Mark Zuckerberg.
A França e a Alemanha condenaram a ordem, com ambos os chanceleres destes países dizendo conjuntamente em uma conferência de imprensa que "acolher os refugiados que fogem da guerra e da opressão é parte do nosso dever" e que "os Estados Unidos é um país onde as tradições cristãs têm um importante significado. Amar o seu próximo é um grande valor cristão, e isso inclui ajudar as pessoas." O primeiro-ministro canadense Justin Trudeau afirmou que seu país continuará a acolher refugiados, independentemente de sua fé. A primeira-ministra britânica Theresa May afirmou que "os Estados Unidos são responsáveis pela política de refugiados dos Estados Unidos." A mídia do Reino Unido, tais como The Daily Telegraph e a BBC, observaram que ela não criticou a ordem executiva. No entanto, no dia seguinte, May afirmou que "não concordamos com esse tipo de abordagem e que não é a que vamos adotar."
Alguns políticos elogiaram a ação executiva. O presidente da Câmara dos Representantes Paul Ryan disse que Trump "está certo de se certificar de que estamos fazendo tudo o possível para saber exatamente quem está entrando em nosso país", notando que ele apoiou o programa de reassentamento de refugiados. O congressista republicano Bob Goodlatte disse que estava feliz "que o Presidente Trump está utilizando as ferramentas que lhe são concedidas pelo Congresso e o poder conferido pela Constituição para ajudar a manter a América segura e garantir que sabemos quem está a entrar nos Estados Unidos." Um porta-voz do presidente da República Checa, Milos Zeman, disse que "Trump protege seu país, ele está preocupado com a segurança de seus cidadãos. Exatamente o que as elites da União Europeia não fazem." O político holandês de extrema-direita Geert Wilders declarou que a medida era "a única maneira de ficar seguro e livre. Eu faria o mesmo. Espero que em breve adicione mais países islâmicos, como a Arábia Saudita."
O governador da Virgínia Terry McAuliffe e o governador de Nova Iorque Andrew Cuomo comprometeram-se a verificarem como seus estados poderiam ajudar refugiados em seus aeroportos.

### Outros
De acordo com um estudo realizado pelo Instituto Cato, o risco de alguém nos Estados Unidos ser morto em um ataque terrorista por um refugiado, em um determinado ano, é de 1 em 3,6 bilhões. O The Economist observou que isso faz com que as mortes causadas por vacas, fogos de artifício e o mau funcionamento de elevadores sejam muito mais prováveis de acontecerem e classificou a Ordem Executiva de Trump como "quase inútil."
The Economist observou que a ordem foi assinada no Dia de Lembrança do Holocausto, "um momento em que muitos americanos se lembram com angústia às centenas de judeus alemães refugiados barrados na entrada em portos dos Estados Unidos."
A atriz iraniana Taraneh Alidoosti, cujo filme O Apartamento foi nomeado para o Óscar, disse que iria boicotar o evento para protestar contra a proibição de vistos. Asghar Farhadi, diretor do filme, pode ser impedido de comparecer a cerimônia de entrega dos prêmios. A Academia também emitiu uma declaração denunciando a proibição de viagem.

### Protestos

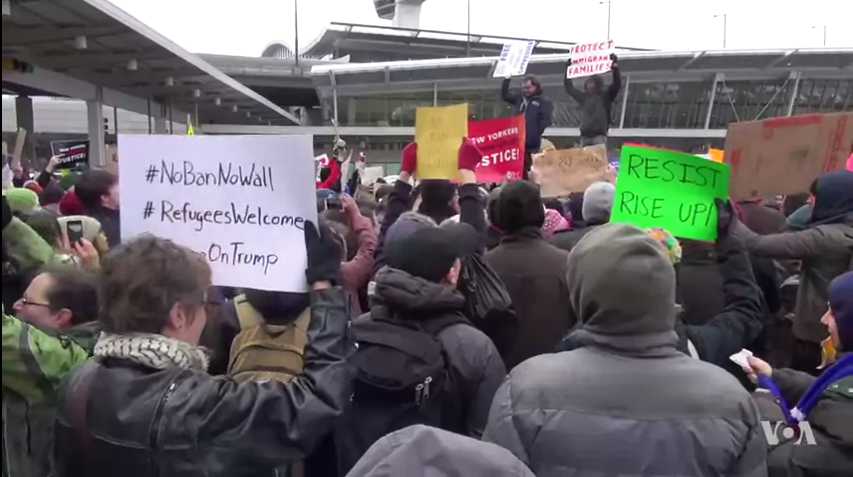
Protestos contra a ordem em Nova York, Aeroporto Internacional John F. Kennedy

Em 28 de janeiro, milhares de manifestantes se reuniram em aeroportos de todo os Estados Unidos para protestarem contra a assinatura da ordem e a detenção de cidadãos estrangeiros.
- Aeroporto Internacional Logan, em Boston[56]
- Aeroporto Internacional O'Hare, em Chicago[57]
- Aeroporto Internacional de Dallas/Fort Worth[58]
- Aeroporto Internacional de Denver[59]
- Aeroporto Intercontinental George Bush, em Houston[60]
- Aeroporto Internacional de Los Angeles
- Aeroporto Internacional Minneapolis–Saint Paul[61]
- Aeroporto Internacional De Newark Liberty[62]
- Aeroporto Internacional John F. Kennedy, em Nova Iorque[63]
- Aeroporto Internacional de Filadélfia[64]
- Aeroporto Internacional de Portland[65]
- Aeroporto Internacional de Salt Lake City[66]
- Aeroporto Internacional de San Diego[67]
- Aeroporto Internacional de São Francisco[68]
- Aeroporto Internacional de Seattle-Tacoma[69]
- Aeroporto Internacional Washington Dulles[70]

Membros do Congresso dos Estados Unidos, incluindo a senadora Elizabeth Warren (D-MA) e o Congressista John Lewis (D-GA), juntaram-se às manifestações em seus estados de origem. O cofundador do Google Sergey Brin e o presidente da Y Combinator Sam Altman participaram de um protesto no aeroporto de São Francisco.
Em resposta aos protestos, operadores dos aeroportos em Nova Iorque e Seattle encerraram o acesso de transporte público para o aeroporto (AirTrain JFK e o Seatac/Aeroporto, estação ferroviária, respectivamente). Andrew Cuomo ordenou a retomada do serviço do AirTrain, e a Sound Transit, empresa de transporte público em Seattle, também ordenou a retomada do serviço de metro.

## Ações judiciais
Em 28 de janeiro, a União Americana de Liberdades Civis (ACLU) apresentou uma ação judicial em nome de dois Iraquianos que estavam detidos no Aeroporto Internacional John F. Kennedy em 27 de janeiro, horas depois de a ordem ser assinada. A ação alegou que a ordem executiva foi uma violação do devido processo legal garantido pela Quinta Emenda à Constituição dos Estados Unidos, a Lei de Imigração e Nacionalidade, a Convenção Contra a Tortura, a Lei da Reforma e Reestruturação dos Negócios Estrangeiros de 1998, e a Lei do Procedimento Administrativo. O Conselho para as Relações Americano-Islâmicas (CAIE, na sigla em inglês), também disse que planejou a entrada de uma ação judicial.
Em 28 de janeiro às 21h (EST), Ann Donnelly, juíza distrital do Distrito Leste de Nova Iorque, sustou parte da Ordem Executiva 13769, decidindo que os refugiados, cidadãos naturalizados, titulares de visto, e portadores do green card dos sete países afetados não podem ser enviados de volta para seus países de origem. A decisão abrange detidos no aeroporto e aqueles já em trânsito, estimados entre 100 a 200 pessoas. Apesar de o tribunal ter encontrado uma "forte probabilidade" de que a aplicação da ordem violava os direitos constitucionais dos detidos, o tribunal não avaliou se a ordem é inconstitucional. A decisão vale até audiência marcada para 21 de fevereiro.
Decisões semelhantes foram emitidas em outros casos. Por exemplo, pelo juiz federal Leonie Brinkema da Virgínia no caso Aziz v. Trump e pelo juiz federal Thomas Zilly de Washington.
Em 29 de janeiro às 1h51 (EST), a juíza distrital Allison Burroughs e a juíza Judith Dein ordenaram que as pessoas afetadas pela ordem não devem ser detidas ou deportadas, e explicitamente aplicaram as mesmas proteções para residentes permanentes. Além disso, as juízas ordenaram que a alfândega dos Estados Unidos notificasse empresas aéreas com voos que chegam no Aeroporto Logan quanto a ordem judicial e "do fato de que os indivíduos nesses voos não serão detido ou retornados com base exclusivamente na Ordem Executiva."